# 定型詩
定型詩是有形式上限制的詩，像是律诗、十四行诗、俳句、短歌等。限制的方式有頭韻、押韻，讓音節的數量有一定的規則，湊足文字數目等。相對沒有限制的詩稱為自由詩。